# Hellisey
Hellisey est une île inhabitée d'Islande située dans les îles Vestmann.